# Liste des députés de la Savoie
 (mai 2025).
Cet article présente la liste des députés élus en Savoie de l'époque de la réunion de la Savoie à la France, en 1860, à nos jours.

## Cinquième République

### Irelégislature(1958-1962)
| Circonscription     | Identité                                         | Parti | À partir du | Jusqu'au           | Note |
| ------------------- | ------------------------------------------------ | ----- | ----------- | ------------------ | ---- |
| 1re circonscription | Jean Delachenal (suppléant : Paul de Lavareille) | CNI   | 09/12/1958  | 09/10/1962         |      |
| 2e circonscription  | Joseph Fontanet                                  | MRP   | 09/12/1958  | 08/02/1959         | GVT  |
| 2e circonscription  | Léon Delemontex (suppléant)                      | MRP   | 09/02/1959  | 09/10/1962         |      |
| 3e circonscription  | Pierre Dumas (suppléant : Léon Richard)          | UNR   | 09/12/1958  | 15/05/1962         | GVT  |
| 3e circonscription  | Vacant                                           |       | 15/05/1962  | Fin de législature |      |

### IIelégislature(1962-1967)
| Circonscription     | Identité                                         | Parti   | À partir du | Jusqu'au   | Note |
| ------------------- | ------------------------------------------------ | ------- | ----------- | ---------- | ---- |
| 1re circonscription | Jean Delachenal (suppléant : Paul de Lavareille) | RI      | 06/12/1962  | 02/04/1967 |      |
| 2e circonscription  | Joseph Fontanet (suppléant : Georges Peizerat)   | MRP     | 06/12/1962  | 02/04/1967 |      |
| 3e circonscription  | Pierre Dumas                                     | UNR-UDT | 06/12/1962  | 06/01/1963 | GVT  |
| 3e circonscription  | Florimond Girard (suppléant)                     | UNR-UDT | 07/01/1963  | 02/04/1967 |      |

### IIIelégislature(1967-1968)
| Circonscription     | Identité                                         | Parti | À partir du | Jusqu'au   | Note |
| ------------------- | ------------------------------------------------ | ----- | ----------- | ---------- | ---- |
| 1re circonscription | Jean Delachenal (suppléant : Paul de Lavareille) | RI    | 03/04/1967  | 30/05/1968 |      |
| 2e circonscription  | Joseph Fontanet (suppléant : Georges Peizerat)   | CD    | 03/04/1967  | 30/05/1968 |      |
| 3e circonscription  | Pierre Dumas                                     | UD-Ve | 03/04/1967  | 07/05/1967 | GVT  |
| 3e circonscription  | Florimond Girard (suppléant)                     | UD-Ve | 08/05/1967  | 30/05/1968 |      |

### IVelégislature(1968-1973)
| Circonscription     | Identité                                         | Parti | À partir du | Jusqu'au   | Note |
| ------------------- | ------------------------------------------------ | ----- | ----------- | ---------- | ---- |
| 1re circonscription | Jean Delachenal (suppléant : Paul de Lavareille) | RI    | 11/07/1968  | 01/04/1973 |      |
| 2e circonscription  | Joseph Fontanet                                  | CD    | 11/07/1968  | 22/07/1969 | GVT  |
| 2e circonscription  | Georges Peizerat (suppléant)                     | CD    | 23/07/1969  | 01/04/1973 |      |
| 3e circonscription  | Pierre Dumas                                     | UDR   | 11/07/1968  | 12/08/1968 | GVT  |
| 3e circonscription  | Léopold Durbet (suppléant)                       | UDR   | 13/08/1968  | 16/09/1969 | DEM  |
| 3e circonscription  | Pierre Dumas                                     | UDR   | 21/10/1969  | 01/04/1973 | ELP  |

### Velégislature(1973-1978)
| Circonscription     | Identité                                   | Parti | À partir du | Jusqu'au   | Note |
| ------------------- | ------------------------------------------ | ----- | ----------- | ---------- | ---- |
| 1re circonscription | Louis Besson (suppléant : Jean Bellemin)   | DVG   | 02/04/1973  | 02/04/1978 |      |
| 2e circonscription  | Joseph Fontanet                            | CDP   | 02/04/1973  | 06/05/1973 | GVT  |
| 2e circonscription  | Georges Peizerat (suppléant)               | CDP   | 07/05/1973  | 12/07/1974 |      |
| 2e circonscription  | Maurice Blanc (ELP)                        | PS    | 06/10/1974  | 02/04/1978 |      |
| 3e circonscription  | Jean-Pierre Cot (suppléant : Paul Perrier) | PS    | 02/04/1973  | 02/04/1978 |      |

### VIelégislature(1978-1981)
| Circonscription     | Identité                                      | Parti | À partir du | Jusqu'au   | Note |
| ------------------- | --------------------------------------------- | ----- | ----------- | ---------- | ---- |
| 1re circonscription | Louis Besson (suppléante : Paulette Bogeat)   | PS    | 03/04/1978  | 22/05/1981 |      |
| 2e circonscription  | Michel Barnier (suppléant : Auguste Picollet) | RPR   | 03/04/1978  | 22/05/1981 |      |
| 3e circonscription  | Jean-Pierre Cot (suppléant : Paul Perrier)    | PS    | 03/04/1978  | 22/05/1981 |      |

### VIIelégislature(1981-1986)
| Circonscription     | Identité                                      | Parti | À partir du | Jusqu'au   | Note |
| ------------------- | --------------------------------------------- | ----- | ----------- | ---------- | ---- |
| 1re circonscription | Louis Besson (suppléante : Paulette Bogeat)   | PS    | 02/07/1981  | 01/04/1986 |      |
| 2e circonscription  | Michel Barnier (suppléant : Auguste Picollet) | RPR   | 02/07/1981  | 01/04/1986 |      |
| 3e circonscription  | Jean-Pierre Cot                               | PS    | 02/07/1981  | 24/07/1981 | GVT  |
| 3e circonscription  | Paul Perrier (suppléant)                      | PS    | 25/07/1981  | 01/04/1986 |      |

### VIIIelégislature(1986-1988)
Les élections législatives de 1986 ayant été organisée par scrutin de liste à la proportionnelle, le cadre des circonscriptions avait été supprimé.
Les députés élus le 16 mars 1986 sont :
- Louis Besson (PS)
- Gratien Ferrari  (RPR)
- Michel Barnier (RPR)

(pas de suppléants).

### IXelégislature(1988-1993)
| Circonscription     | Identité                                    | Parti | À partir du | Jusqu'au   | Note |
| ------------------- | ------------------------------------------- | ----- | ----------- | ---------- | ---- |
| 1re circonscription | Louis Besson                                | PS    | 13/06/1988  | 29/04/1989 | GVT  |
| 1re circonscription | Jean-Paul Calloud (suppléant)               | PS    | 30/04/1989  | 01/04/1993 |      |
| 2e circonscription  | Michel Barnier (suppléant : Albert Gibello) | RPR   | 13/06/1988  | 01/04/1993 |      |
| 3e circonscription  | Roger Rinchet (suppléant : Roland Merloz)   | PS    | 13/06/1988  | 01/04/1993 |      |

### Xelégislature(1993-1997)
| Circonscription     | Identité                                     | Parti | À partir du | Jusqu'au   | Note     |
| ------------------- | -------------------------------------------- | ----- | ----------- | ---------- | -------- |
| 1re circonscription | Gratien Ferrari (suppléant : Dominique Dord) | UDF   | 02/04/1993  | 21/04/1997 |          |
| 2e circonscription  | Michel Barnier                               | RPR   | 02/04/1993  | 01/05/1993 | GVT      |
| 2e circonscription  | Hervé Gaymard (suppléant)                    | RPR   | 02/05/1993  | 06/06/1995 | DEM      |
| 2e circonscription  | Hervé Gaymard                                | RPR   | 16/07/1995  | 16/08/1995 | ELP, GVT |
| 2e circonscription  | Auguste Picollet (suppléant)                 | RPR   | 17/08/1995  | 21/04/1997 |          |
| 3e circonscription  | Michel Bouvard (suppléant : Léopold Durbet)  | RPR   | 02/04/1993  | 21/04/1997 |          |

### XIelégislature(1997-2002)
| Circonscription     | Identité                                        | Parti | À partir du | Jusqu'au   | Note |
| ------------------- | ----------------------------------------------- | ----- | ----------- | ---------- | ---- |
| 1re circonscription | Dominique Dord (suppléant : Claude Giroud)      | UDF   | 01/06/1997  | 18/06/2002 |      |
| 2e circonscription  | Hervé Gaymard                                   | RPR   | 01/06/1997  | 07/06/2002 | GVT  |
| 2e circonscription  | Auguste Picollet (suppléant)                    | RPR   | 08/06/2002  | 18/06/2002 |      |
| 3e circonscription  | Michel Bouvard (suppléant : Christian Rochette) | RPR   | 01/06/1997  | 18/06/2002 |      |

### XIIelégislature(2002-2007)
| Circonscription     | Identité                                          | Parti        | À partir du | Jusqu'au   | Note |
| ------------------- | ------------------------------------------------- | ------------ | ----------- | ---------- | ---- |
| 1re circonscription | Dominique Dord (suppléant : Claude Giroud)        | DL puis UMP  | 19/06/2002  | 19/06/2007 |      |
| 2e circonscription  | Hervé Gaymard                                     | RPR puis UMP | 19/06/2002  | 18/07/2002 | GVT  |
| 2e circonscription  | Vincent Rolland (suppléant)                       | RPR puis UMP | 19/07/2002  | 19/06/2007 |      |
| 3e circonscription  | Michel Bouvard (suppléant : Pierre-Marie Charvoz) | RPR puis UMP | 19/06/2002  | 19/06/2007 |      |

### XIIIelégislature(2007-2012)
| Circonscription     | Identité                                          | Parti | À partir du | Jusqu'au   | Note |
| ------------------- | ------------------------------------------------- | ----- | ----------- | ---------- | ---- |
| 1re circonscription | Dominique Dord (suppléant : Claude Giroud)        | UMP   | 19/06/2007  | 19/06/2012 |      |
| 2e circonscription  | Hervé Gaymard (suppléant Vincent Rolland)         | UMP   | 19/06/2007  | 19/06/2012 |      |
| 3e circonscription  | Michel Bouvard (suppléant : Pierre-Marie Charvoz) | UMP   | 19/06/2007  | 19/06/2012 |      |

### XIVelégislature(2012-2017)
| Circonscription     | Identité                                            | Parti | À partir du | Jusqu'au   | Note |
| ------------------- | --------------------------------------------------- | ----- | ----------- | ---------- | ---- |
| 1re circonscription | Dominique Dord (suppléant : Claude Giroud)          | UMP   | 20/06/2012  | 20/06/2017 |      |
| 2e circonscription  | Hervé Gaymard (suppléant : Vincent Rolland)         | UMP   | 20/06/2012  | 20/06/2017 |      |
| 3e circonscription  | Béatrice Santais (suppléant : François Chemin)      | PS    | 20/06/2012  | 20/06/2017 |      |
| 4e circonscription  | Bernadette Laclais (suppléant : Jean-Pierre Burdin) | PS    | 20/06/2012  | 20/06/2017 |      |

### XVelégislature(2017-2022)
| Circonscription     | Identité                                              | Parti | À partir du | Jusqu'au   | Note |
| ------------------- | ----------------------------------------------------- | ----- | ----------- | ---------- | ---- |
| 1re circonscription | Typhanie Degois (suppléant : Thierry Ferrandiz)       | LREM  | 21/06/2017  | 21/06/2022 |      |
| 2e circonscription  | Vincent Rolland (suppléante : Claudie Blanc-Eberhart) | LR    | 21/06/2017  | 21/06/2022 |      |
| 3e circonscription  | Émilie Bonnivard (suppléant : Frédéric Bret)          | LR    | 21/06/2017  | 21/06/2022 |      |
| 4e circonscription  | Patrick Mignola (suppléante : Colette Bonfils)        | Modem | 21/06/2017  | 21/06/2022 |      |

### XVIelégislature(2022-2024)
| Circonscription     | Identité                                                      | Parti | À partir du | Jusqu'au   | Note |
| ------------------- | ------------------------------------------------------------- | ----- | ----------- | ---------- | ---- |
| 1re circonscription | Marina Ferrari (suppléant : Didier Padey)                     | MoDem | 22/06/2022  | 09/06/2024 |      |
| 2e circonscription  | Vincent Rolland (suppléant : Frédéric Burnier-Framboret)      | LR    | 22/06/2022  | 09/06/2024 |      |
| 3e circonscription  | Émilie Bonnivard (suppléant : Valentin Hachet)                | LR    | 22/06/2022  | 09/06/2024 |      |
| 4e circonscription  | Jean-François Coulomme (suppléante : Sarah Hamoudi-Wilkowsky) | LFI   | 22/06/2022  | 09/06/2024 |      |

### XVIIelégislature(2024-2029)
| Circonscription     | Identité                                                 | Parti | À partir du | Jusqu'au | Note |
| ------------------- | -------------------------------------------------------- | ----- | ----------- | -------- | ---- |
| 1re circonscription | Marina Ferrari (suppléant : Didier Padey)                | MoDem | 08/07/2024  |          |      |
| 2e circonscription  | Vincent Rolland (suppléante : Cécile Utile-Grand)        | LR    | 08/07/2024  |          |      |
| 3e circonscription  | Émilie Bonnivard (suppléant : Valentin Hachet)           | LR    | 08/07/2024  |          |      |
| 4e circonscription  | Jean-François Coulomme (suppléante : Nassera Cheriguène) | LFI   | 08/07/2024  |          |      |

## Quatrième République

### Législature 1956-1958
Les députés élus le 2 janvier 1956 sont :
- Joseph Delachenal (Union républicains), maire de Saint-Pierre-d'Albigny
- Joseph Fontanet (Renouveau savoyard - MRP)
- Auguste Mudry (Union des Gauches)

### Législature 1951-1956
Les députés élus le 17 juin 1951 sont :
- Joseph Delachenal (Républicain indépendant), maire de Saint-Pierre-d'Albigny
- Robert Barrier (UDSR)
- Louis Sibué (Union républicaine)

### Législature 1946-1951
Les députés élus le 10 novembre 1946 sont :
- Joseph Delachenal (Cartel républicain), maire de Saint-Pierre-d'Albigny
- Pierre Cot (Union des gauches)
- Auguste Mudry (Union des Gauches)

## Troisième République

### Législature 1946: Deuxième assemblée constituante
Les députés élus le 2 juin 1946 sont :
- Joseph Delachenal (Cartel républicain), maire de Saint-Pierre-d'Albigny
- Pierre Cot (Union des gauches)
- Auguste Mudry (Union des Gauches)

### Législature 1945-1946: Première assemblée constituante
Les députés élus le 21 octobre 1945 sont :
- Lucien Rose (Jeune République)
- Joseph Delachenal (Liste républicaine et sociale), maire de Saint-Pierre-d'Albigny
- Pierre Cot (Union des gauches)

### Législature 1936-1942
- Circ. Chambéry Nord : Hyacinthe Carron (Radical)
- Circ. Chambéry Sud : Pierre Cot (Radical)
- Circ. Albertville/Moûtiers : André Pringolliet (Socialiste)
- Circ. Saint-Jean-de-Maurienne : Louis Sibué  (Socialiste)

### Législature 1932-1936
Les députés élus le 8 mai 1932 sont :
- Circ. Chambéry Nord : Hyacinthe Carron (Radical)
- Circ. Chambéry Sud : Pierre Cot (Radical)
- Circ. Albertville/Moûtiers : André Pringolliet (Socialiste)
- Circ. Saint-Jean-de-Maurienne : Henri Falcoz  (Conservateur/Modéré, groupe de la Gauche Radicale)

### Législature 1928-1932
Les élections législatives furent au scrutin d'arrondissement majoritaire à deux tours de 1928 à 1936. Les députés élus le 29 avril 1928 sont :
- Circ. Chambéry Nord : Hyacinthe Carron (Radical-socialiste)
- Circ. Chambéry Sud : Pierre Cot (Radical-socialiste)
- Circ. Albertville/Moûtiers : Antoine Borrel (Radical-socialiste)
- Circ. Saint-Jean-de-Maurienne : Henri Falcoz  (Radical-socialiste)

Source : Élections législatives 22-29 avril 1928 de Georges Lachapelle - https://gallica.bnf.fr/ark:/12148/bpt6k320439r.texteImage#

### Législature 1924-1928
Les élections législatives de 1924 furent organisées au scrutin proportionnel de liste. Elles marquèrent au niveau national national la victoire du "Cartel des gauches".
Liste du Cartel des Gauches
- Hyacinthe Carron, Parti radical et radical-socialiste, conseiller général de Chambéry
- Antoine Borrel, Républicain socialiste et socialiste français
- Henri Falcoz, Républicain socialiste et socialiste français, maire de Saint-Jean-de-Maurienne

Source : Barodet sur le site de l'Assemblée Nationale - https://bibnum.sciencespo.fr/s/catalogue/ark:/46513/sc16m1m0#?c=&m=&s=&cv=

### Législature 1919-1924
Les élections législatives de 1919 furent organisées au scrutin proportionnel de liste. Elles marquèrent au niveau national la victoire du "Bloc national" de centre-droit.
Les députés élus au scrutin de liste le 16 novembre 1919 sont :
Liste républicaine indépendante
- Joseph Delachenal, Entente républicaine démocratique, Conseiller général de Saint-Pierre-d'Albigny
- Humbert Richard, Entente républicaine démocratique, Conseiller général de La Motte-Servolex
- Jean Sibuet, Entente républicaine démocratique, Conseiller général de Grésy-sur-Isère
- Marcel Léger, Entente républicaine démocratique

Liste d'Union républicaine
- Antoine Borrel, Républicain socialiste

Source : Barodet, sur le site de l'Assemblée Nationale - https://bibnum.sciencespo.fr/s/catalogue/ark:/46513/sc16m2kz#?c=&m=&s=&cv=

### Législature 1914-1919
Les députés élus le 10 mai 1914 sont :
- Circ. Chambéry Nord : Paul Proust (NI - Conservateur)
- Circ. Chambéry Sud : Jean-Claude Girard-Madoux (Radical)
- Circ. Albertville : Jean Sibuet (Conservateur)
- Circ. Moûtiers :  Antoine Borrel (Républicain socialiste)
- Circ. Saint-Jean-de-Maurienne : Antoine Deléglise  (Radical)

Sources : Journal Le Temps du 28 avril et du 12 mai 1914 sur Gallica - ,.

### Législature 1910-1914
Les députés élus le 24 avril 1910 sont :
- Circ. Chambéry Nord : Théodore Reinach (Radical)
- Circ. Chambéry Sud : Joseph Delachenal (Conservateur)
- Circ. Albertville : Félix Chautemps (Radical)
- Circ. Moûtiers :  Antoine Borrel (Républicain socialiste)
- Circ. Saint-Jean-de-Maurienne : Antoine Deléglise  (Radical)

Sources : Journal Le Temps du 24 avril et du 8 mai 1910 sur Gallica - ,.

### Législature 1906-1910
Les députés élus le 6 mai 1906 sont :
- Circ. Chambéry 1 (Nord) : Théodore Reinach (Républicain, Gauche Radicale)
- Circ. Chambéry-2 (Sud) : Claude Chambon (Radical socialiste)
- Circ. Albertville : Félix Chautemps (Radical socialiste)
- Circ. Moûtiers :  César Empereur (Radical), élu au Sénat, lui succède le 7 mars 1909 Antoine Borrel (Républicain socialiste)
- Circ. Saint-Jean-de-Maurienne : Antoine Deléglise  (Radical socialiste)

Sources : Journal Le Temps du 6 et du 22 mai 1906 sur Gallica - ,.

### Législature 1902-1906
Les députés élus le 27 avril 1902 sont :
- Circ. Chambéry Nord : Francisque Dussuel (Républicain ministériel)
- Circ. Chambéry Sud : Claude Chambon (Radical)
- Circ. Albertville : Auguste Proust (Conservateur - Action libérale)
- Circ. Moûtiers :  César Empereur (Radical)
- Circ. Saint-Jean-de-Maurienne : Antoine Deléglise  (Républicain - Gauche radicale)

Source : journal Le Temps du 29 avril et du 13 mai 1902 sur Gallica,.

### Législature 1898-1902
Les députés élus le 8 mai 1898 sont :
- Circ. Chambéry Nord : Félix Canet (Républicain modéré)
- Circ. Chambéry Sud : Antoine Perrier (Républicain modéré). Perrier élu sénateur, lui succède en 1900 Claude Chambon (Radical)
- Circ. Albertville : Jules Forni (Républicain modéré). Forni décède, lui succède en 1901 Auguste Proust (Conservateur)
- Circ. Moûtiers : Francis Carquet (Républicain modéré), décédé le 23 juillet 1899. Lui succède le 17 septembre 1899 César Empereur (Radical)
- Circ. Saint-Jean-de-Maurienne : Charles Jouart (Républicain modéré)

Source : journal Le Temps du 10 mai et du 24 mai 1898 sur Gallica,.

### Législature 1893-1898
Les députés élus le 20 août 1893 sont :
- Circ. Chambéry Nord : Jules Roche (Républicain modéré)
- Circ. Chambéry Sud : Antoine Perrier (Républicain modéré)
- Circ. Albertville :  Pierre Blanc (Républicain modéré). Blanc décédé, lui succède en 1896 Louis Berthet (Républicain modéré). Berthet décédé, lui succède en 1897 Jules Forni (Républicain modéré)
- Circ. Moûtiers : Francis Carquet (Républicain modéré), fils de François Carquet
- Circ. Saint-Jean-de-Maurienne : Jules-François Horteur (Républicain modéré), décédé en 1895, remplacé par Charles Jouart (Républicain modéré)

Source : journal Le Temps du 22 août et du 5 septembre 1893 sur Gallica,.

### Législature 1889-1893
Les députés élus le 22 septembre 1889 sont :
- Circ. Chambéry Nord : Jules Roche (Républicain modéré)
- Circ. Chambéry Sud : Antoine Perrier (Républicain modéré)
- Circ. Albertville :  Pierre Blanc (Républicain modéré)
- Circ. Moûtiers : Francis Carquet (Républicain modéré), fils de François Carquet
- Circ. Saint-Jean-de-Maurienne : Jules-François Horteur (Républicain modéré)

Source : journal Le Temps du 24 septembre et du 8 octobre 1889 sur Gallica,.

### Législature 1885-1889
Les députés élus le 4 octobre 1885 sont :
- Jules Carret (Chef du parti Radical)
- Jules Roche (Républicain modéré)
- Pierre Blanc (Républicain modéré)
- Jules-François Horteur (Républicain modéré)

### Législature 1881-1885
Les députés élus le 21 août 1881 sont :
- Circ. Chambéry Nord : Bernardin Chevallay (Républicain modéré, opportuniste), décédé en 1883, remplacé par Jules Carret (Chef du parti Radical)
- Circ. Chambéry Sud : François Bel (Républicain modéré)
- Circ. Albertville :  Pierre Blanc (Républicain modéré)
- Circ. Moûtiers : Daniel Mayet (Républicain modéré)
- Circ. Saint-Jean-de-Maurienne : Jules-François Horteur (Républicain modéré)

### Législature 1877-1881
- Circ. Chambéry Nord : Nicolas Parent (Républicain modéré) élu sénateur en 1880, remplacé par Bernardin Chevallay (Républicain modéré, opportuniste)
- Circ. Chambéry Sud : François Bel (Républicain modéré)
- Circ. Albertville :  Pierre Blanc (Républicain modéré), ancien député du duché de Savoie
- Circ. Moûtiers : Daniel Mayet (Républicain modéré)
- Circ. Saint-Jean-de-Maurienne : Jules-François Horteur (Républicain modéré)

### Législature 1876-1877
- Circ. Chambéry Nord : Nicolas Parent (Républicain modéré), ancien député du duché de Savoie
- Circ. Chambéry Sud : François Bel (Républicain modéré)
- Circ. Albertville : Pierre Blanc (Républicain modéré), ancien député du duché de Savoie
- Circ. Moûtiers : Daniel Mayet (Républicain modéré)
- Circ. Saint-Jean-de-Maurienne : Jules-François Horteur (Républicain modéré)

### Législature 1871-1876
- Nicolas Parent (Républicain modéré), ancien député du duché de Savoie
- Auguste Guinard (Républicain modéré)
- François Carquet (Républicain modéré), ancien député du duché de Savoie
- Achille Viallet (Républicain modéré) décédé en 1871, remplacé par Humbert Grange (Conservateur)
- Charles-Albert Costa de Beauregard (Conservateur)

## Second Empire

### Législature 1869-1871
Les députés élus en 1869 sont :
- Comte Ernest de Boigne (Maj. dynastique), ancien député du duché de Savoie
- Louis Bérard-Blay (Maj. dynastique)

### Législature 1863-1869
- Comte Ernest de Boigne (Maj. dynastique), ancien député du duché de Savoie
- Ferdinand Palluel (Maj. dynastique), ancien député du duché de Savoie. Décédé en 1866, Louis Bérard-Blay lui succède.

### Législature 1860-1863
- Comte Ernest de Boigne (Maj. dynastique), ancien député du duché de Savoie
- Comte Amédée Greyfié de Bellecombe (Maj. dynastique) jusqu'en 1861. À partir de 1862, ce sera Ferdinand Palluel (Maj. dynastique), ancien député du duché de Savoie

## Royaume de Sardaigne
Les députés du duché de Savoie élus de 1848 à 1860 siègent au parlement du royaume de Sardaigne à Turin. Le duché compte 22 collèges, élisant un ou deux députés. Le département de la Savoie correspond à cette période à la Division administrative de Chambéry, créé en 1837. Cette division administrative compte 12 collèges dont sont issus les députés : Aix ; Albertville ; Bourg-Saint-Maurice ; Chambéry ; La Chambre ; La Motte ; Montmélian ; Moûtiers ; Pont-de-Beauvoisin ; Saint-Jean-de-Maurienne ; Saint-Pierre d'Albigny ; Ugine. À noter que le canton de Faverges, actuellement en Haute-Savoie, appartenait à la province de Haute-Savoie, territoire de la Division administrative de Chambéry.
Les élections législatives ont lieu le 27 avril 1848, le janvier 1849, le juillet 1849, le 8 décembre 1849, le décembre 1953, le 15 novembre 1857 et le 25 mars 1860.